# TVSヒットナイター
TVSヒットナイターはテレビ埼玉（テレ玉）で放送されていた埼玉西武ライオンズのビジターでの試合を中心にしたプロ野球中継である。なお、埼玉西武ライオンズ主催ゲームはTVSライオンズアワーとして放送される。

## 概説
1979年の開局当初から、埼玉西武ライオンズのビジターでの試合や、セ・リーグ公式戦を含む西武が関与しない試合の中継のために設けられたナイター中継枠。基本放送時間は19:00-21:30で、延長オプションはない（2007年度までは18:00、2008年から2012年は18:30開始が基本だった）。

### 開始当時のヒットナイター
当初は、後楽園球場の日本ハムファイターズの主催試合や、tvkからの送出で横浜スタジアムの横浜大洋ホエールズ戦、川崎球場のロッテオリオンズ戦、神宮球場のヤクルトスワローズ戦、サンテレビからの送出で阪神タイガース戦（甲子園球場の主催ゲームと、神宮球場、広島市民球場などでのビジターゲーム）、阪急ブレーブス戦(阪急西宮球場)、KBS京都の送出で近鉄バファローズ・南海ホークス戦を主に放送していた。なお、当時首都圏の独立UHF3局（tvk、チバテレビ、群馬テレビ）で実施されていた（群馬テレビはトップのみで2008年まで実施）日本テレビ制作による後楽園球場からの読売ジャイアンツ（巨人）主催試合のトップ&リレーナイターは1979年のみ放送され、翌年以降は放送されなかった。
1986年までは、西武主催試合もナイターに限り『ヒットナイター』として中継し、『ライオンズアワー』はホーム・ビジターを問わず西武が関与するデーゲームの番組名として使用していた。

### 日本ハム戦中継
1980年から2003年までは、日本ハムファイターズの後楽園球場・東京ドームでの主催試合の大半を、西武のホームゲームと重複しない範囲（対西武戦を含む）で東京ケーブルネットワーク（TCN）との提携で中継したが、1982年は編成上の都合で対西武戦のみの中継となっていた。
1990年は対西武戦のみ、西武のホームゲームと同様他局制作分も含めて『TVSライオンズアワー』としての放送となり、『TVSヒットナイター』は西武が関与しないナイターのみの番組名となっていた。
なお、1993年ごろまでは、TVSで放送される試合と、千葉テレビ放送（CTCダイナミックナイター）・およびケーブルテレビ向けのスポーツ・アイESPN・GAORAが主導製作したものとで、ボールカウンター・選手個人成績などの字幕が一部異なる仕様で放送されていたが、1994年以後はそれらが統一された。
2004年の日本ハムの札幌ドーム移転に伴って、現行の西武のビジターでの試合を中心とした放送になった（1988年以後TVSで中継できなかった日本ハム戦は、TCN制作のクレジットでチバテレビ発の中継となった試合もある。また1993年5月に1度だけダイエー戦の試合が、Jリーグ中継の都合上放送枠が関東独立UHF局で確保できなかったため、同様にTCN制作のクレジットを付けてサンテレビがサンテレビボックス席で中継したこともあった）。これらの日本ハム戦中継はいずれもTCNが制作の主体で、同内容がGAORA、スポーツ・アイESPN、J SPORTSにも配信された。
この名残で2017年まで年間2試合程度、東京ドームの日本ハム戦中継があった（GAORAプロ野球中継のネット）。2009年まで、オープニング及びエンディングのバックテーマに東京時代の応援歌である「輝け未来へ～Hit & Run～」が使用されていた。また、ヒットナイター名義ではないが、2007年のクライマックスシリーズ・パの第2シリーズ（日本ハム対ロッテ）第1戦を放送した（GAORA映像のカラ出張。解説はこの放送が解説者デビューとなった芝草宇宙）。

### ロッテ主催試合の自社制作中継
1980年代から90年代には、川崎球場・平和台球場・宮城球場・千葉マリンスタジアムでのロッテ主催ゲームを、スタッフを現地派遣して自社制作していた。一時アナウンサー単独で放送した西武主催ゲームと異なり解説者も加えての放送で、西武主催ゲームが実況単独だった時期は宇田東植などTCN提携中継の解説者が出演していた（この間も、不定期でテレビ神奈川「TVKハイアップナイター→TVKベイサイドナイター」で横浜大洋戦・ヤクルト戦の中継がない時にロッテ戦を放送したときに対西武戦を中心にネット受けしたものもあり、西武戦に限りテレビ埼玉からベンチリポーターが派遣されたこともある）。
※テレビ埼玉は離島地域を除く東京都の大多数地域のほか、神奈川県においても都心23区に近い川崎市や狭山丘陵に近い相模原市でも直接的に、その他でも横浜市を中心としてケーブルテレビで視聴できる地域があるため、ごく限られた地域乍ら受信することは可能だった。

### カラ出張中継
球団による映像制作体制が整う様になると、2008年までは、J sports ESPN（福岡ソフトバンクホークス主催の西武戦）・スカイ・A sports+（東北楽天ゴールデンイーグルス主催の西武戦）等より提供を受け、それをテレビ埼玉のスタジオにて、実況・解説を重ねて放送（「カラ出張」放送といわれる）していた。ちなみに、カラ出張実況では放送終了直前のコメントがスタジオからになり、実況と解説の顔が映った。（ちなみに、ライオンズアワーでは顔出しすることはない。以前ヒットナイターでは放送席からの顔出しが時折あり、CS放送で配信されたことがあった）スタジオといっても、背景はクロマキー合成画像であり、カラ出張であることが容易にわかった。

### 2010年以降のヒットナイター
日本ハム戦はGAORA制作（TCN制作協力）、千葉ロッテマリーンズ主催の西武戦はチバテレ、セ・パ交流戦の阪神タイガース主催の西武戦はサンテレビ（放送日が火曜日の場合はテレビ大阪の場合もある）、中日ドラゴンズ主催の西武戦は三重テレビ（制作協力は東海テレビ）の制作した中継をそのままネットしている。
なお、西武鉄道子会社の近江鉄道が大口出資している関係でびわ湖放送でも西武戦に絡む試合を「BBCライオンズアワー」（こちらはテレ玉とは異なり、ビジターの試合でもライオンズアワーと名乗る）として放送する試合がある。
2013年からは基準放送時間を19:00に変更したため、試合開始～19時まではマルチチャンネル編成の2ch（SV2 032ch）で中継を行う。
段階的に西武が関与しない試合の放送がなくなったことから、2020年よりビジターの西武戦中継でも「ライオンズアワー」に番組名を統一したため、2019年シーズンをもって放送を終了した。

## 放送試合数
| 対戦種別          | 制作局                                        | 2007年 | 2008年 | 2009年 | 2010年 | 2011年 | 2012年 | 2013年 | 2014年 | 2015年 | 2016年 | 2017年 | 2018年 | 2019年 |
| ----------------- | --------------------------------------------- | ------ | ------ | ------ | ------ | ------ | ------ | ------ | ------ | ------ | ------ | ------ | ------ | ------ |
| 西武戦 ビジター   | チバテレ （ロッテ戦）                         | 4      | 4      | 4      | 3      | 3      | 3      | 3      | 3      | 2      | 3      | 3      | 2      | 3      |
| 西武戦 ビジター   | 三重テレビ （中日戦）                         | 1      | 0      | 0      | 0      | 0      | 0      | 0      | 0      | 0      | 0      | 0      | 0      | 0      |
| 西武戦 ビジター   | サンテレビ （阪神戦）                         | 1      | 0      | 1      | 0      | 0      | 0      | 1      | 0      | 0      | 1      | 1      | 0      | 0      |
| 西武戦 ビジター   | テレ玉 カラ出張 （ソフトバンク戦）            | 2      | 1      | 0      | 0      | 0      | 0      | 0      | 0      | 0      | 0      | 0      | 0      | 0      |
| 西武戦 ビジター   | GAORA （日本ハム戦 東京ドーム）               | 0      | 0      | 0      | 0      | 0      | 0      | 0      | 0      | 1      | 1      | 0      | 0      | 0      |
| 西武戦 ビジター   | 合計                                          | 8      | 5      | 5      | 3      | 3      | 3      | 4      | 3      | 3      | 5      | 4      | 2      | 3      |
| 日本ハム戦 ホーム | GAORA （日本ハム戦 東京ドーム）               | 2      | 2      | 2      | 2      | 2      | 2      | 1      | 1      | 1      | 1      | 1      | 0      | 0      |
| 日本ハム戦 ホーム | テレ玉 カラ出張 （日本ハム戦 クライマックス） | 1      | 0      | 1      | -      | 1      | -      | -      | -      | 0      | -      | -      | -      | -      |
| 日本ハム戦 ホーム | 合計                                          | 3      | 2      | 3      | 2      | 3      | 2      | 1      | 1      | 1      | 1      | 1      | 0      | 0      |

1. ↑  2019年以降は、18時15分
2. ↑  委託制作（クレジット上は「制作協力」）・東海テレビ放送
3. ↑  映像提供・J SPORTS（ - 2011年）、日テレプラス（2012年）、FOX SPORTS ジャパン（2013年 - ）
4. ↑  映像提供・GAORA
5. ↑  対戦相手が西武のため、西武寄りの中継。

## 解説者

### 2019年時点での解説者
- テレ玉（カラ出張）
  - 大友進
  - 石井貴
  - 松沼雅之
  - 鈴木健
  - 平尾博嗣
  - 苫篠誠治
- チバテレ
  - 倉持明
  - 初芝清
  - 立川隆史
  - 薮田安彦
  - 里崎智也
- サンテレビ
  - 小山正明
  - 岡義朗
  - 真弓明信
  - 伊藤文隆
  - 中田良弘
  - 福本豊
  - 広澤克実
- GAORA
  - 光山英和
  - 亀山つとむ
  - 岩本勉
  - 金石昭人

### 過去の解説者
- 岩下光一
- 宇田東植
- 江島巧
- 小川邦和
- 佐藤孝夫
- 嶋田信敏
- 住友平
- 醍醐猛夫
- 土井正博
- 三浦政基
- 山下律夫
- 渡辺久信
- 水上善雄
- 芝草宇宙
- 辻発彦
- 藤波行雄
- 土肥義弘
- 金村曉
- 矢野燿大

岩下、江島、小川、醍醐、三浦、山下、芝草はTCN提携日本ハム戦・自社制作西武戦（ライオンズアワー）解説を兼任。佐藤、渡辺、辻、土肥はライオンズアワー兼務だが、ヒットナイターでの出場は西武戦ビジターの「カラ出張」だけだった。
宇田はTCN提携日本ハム戦の他、自社制作の西武ビジターゲームにも出演した。
嶋田、住友、水上の3人はTCN提携日本ハム戦専属解説者だった。

## 実況アナウンサー
- 所属局名のなきアナウンサーは全てフリーアナウンサー。

### 2019年時点での担当者
- テレ玉（カラ出張）
  - 上野晃（元TVSアナウンサー）
  - 坂信一郎
  - 師岡正雄
- チバテレ
  - 小笠原聖
  - 黒沢幸司
  - 西達彦
- サンテレビ
  - 濱野圭司
  - 湯浅明彦（サンテレビアナウンサー）
  - 小浜英博（サンテレビアナウンサー、リポートのみ）
- GAORA
  - 近藤祐司（2015年はほぼすべて担当）
  - 上野晃
  - 矢野吉彦
  - 水木香（リポートのみ）
  - 宮原あつき（リポートのみ）

### 過去の実況
- テレ玉（カラ出張）
- チバテレ
- 三重テレビ
- サンテレビ
- GAORA

### 後楽園・東京ドーム時代の日本ハム主管試合実況
- 斉藤政夫（当時TVSアナウンサー）
- 小川真人（当時TVSアナウンサー　現・熊本県民テレビ）
- 榎本猛（元NHK・日本教育テレビ）
- 上野晃
- 川原恵輔（元NHK）
- 小早川正昭（元日本テレビ）
- 坂信一郎（元文化放送）
- 志生野温夫（元日本テレビ）
- 矢野吉彦
- 山田二郎（元TBS）
- 渡邊哲夫（元静岡朝日テレビ）

小早川、山田以外はライオンズアワーでも実況担当あり。
川原、矢野はチバテレビ発（クレジット上はTCN製作扱い）の試合の実況担当あり。